# نیروی سوم تفنگداران دریایی اعزامی
نیروی سوم تفنگداران دریایی اعزامی (انگلیسی: III Marine Expeditionary Force) نیروی ویژه هوا-زمینی سپاه تفنگداران دریایی ایالات متحده آمریکا و تحت امر نیروهای سپاه تفنگداران دریایی اقیانوس آرام است. این نیرو به صورت تهاجمی مستقر شده و قادر است به سرعت عملیات را در طیف وسیعی از کمک‌های بشردوستانه و امدادرسانی در بلایا گرفته تا حملات آبی-خاکی و نبردهای شدید انجام دهد. ستاد فرماندهی و پادگان نیروی سوم اعزامی در کمپ کورتنی، استان اوکیناوا، ژاپن قرار دارد.
این نیرو برای حمایت از پیمان همکاری و امنیت متقابل بین ایالات متحده و ژاپن (۱۹۶۰) و سایر روابط اتحادی ایالات متحده، حضور تهاجمی خود را در ژاپن و آسیا حفظ می‌کند. نیروی ویژه هوا-زمین سوم همچنین عملیات و آموزش‌های ترکیبی را در سراسر منطقه در حمایت از استراتژی امنیت ملی برای همکاری امنیتی صحنه انجام می‌دهد.
تفنگداران دریایی و ملوانان نیروی ویژه هوا-زمین سوم سالانه در بیش از ۶۵ تمرین آموزشی ترکیبی، دو جانبه و چند جانبه در سراسر منطقه آسیا-اقیانوسیه، در کشورهایی از جمله متحدان پیمان، ژاپن، تایلند، کره جنوبی، فیلیپین و استرالیا شرکت می‌کنند. این تمرینات، ظرفیت شرکا را افزایش می‌دهد، اتحادهای منطقه‌ای قوی و ارتباطات نظامی را توسعه و حفظ می‌کند. این تمرینات، نیروی سوم تفنگداران دریایی اعزامی را برای انجام عملیات از عملیات‌های جنگی بزرگ گرفته تا کمک‌های بشردوستانه و امدادرسانی در بلایا آماده می‌کند.
نیروی سوم تفنگداران دریایی در عملیات توموداچی پس از زمین‌لرزه و سونامی ۲۰۱۱ توهوکو به تلاش‌های امدادی به رهبری دولت ژاپن کمک کرد. این نیرو همچنین مأموریت‌های امدادرسانی و مراقبت‌های اولیه را در اکتبر ۲۰۱۱ در تایلند، در اکتبر ۲۰۱۰ در فیلیپین و در اکتبر ۲۰۰۹ در اندونزی انجام داد. اخیراً در واکنش به بحران انسانی ناشی از طوفان هایان که در سال ۲۰۱۳ فیلیپین را درنوردید، نیروی سوم به‌عنوان گروه ویژه مشترک ۵۰۵ برای انجام عملیات امدادرسانی و کمک‌های بشردوستانه در حمایت از دولت فیلیپین حضور داشت. در طول این عملیات بیش از ۲۴۹۵ تن کمک‌های امدادی تحویل داده شد و بیش از ۲۱۰۰۰ نفر تخلیه شدند.